# Asia Rugby Championship Top 3 2022
El Asia Rugby Championship Top 3 de 2022 fue la 33.ª edición del principal torneo asiático y la 6ª del formato instituido en 2015.
El torneo se disputó entre el 4 junio y el 9 de julio de 2022 y forma parte del proceso de clasificación de la región para la Copa Mundial de Rugby de 2023.
El campeón del torneo clasificará un repechaje frente a Oceanía 2, cuyo ganador clasificará a Francia 2023 y el perdedor al torneo de repechaje mundial.

## Equipos participantes
- Selección de rugby de Corea del Sur
- Selección de rugby de Hong Kong
- Selección de rugby de Malasia

## Desarrollo

### Primera etapa
| 4 de junio de 2022 | Corea del Sur | 55 - 10 | Malasia | Incheon Namdong Asiad Rugby Field, Incheon |  |

### Segunda etapa
| 9 de julio de 2022 | Corea del Sur | 21 - 23 | Hong Kong | Incheon Namdong Asiad Rugby Field, Incheon |  |

| Bandera de Hong Kong |
| Campeón Hong Kong    |
| Tercer título        |